# Дь
Дь, дь — кириллический диграф, используемый в якутском, долганском, северноюкагирском, мордовских и межславянском языках.

## Использование
В якутском алфавите считается отдельной, 7-й буквой и используется для обозначения звука [ɟ].
В долганском языке в алфавит в качестве отдельной буквы не входит и обозначает тот же звук.
В северноюкагирском алфавите, основанном на якутском, дь также считается отдельной буквой, занимает 8-ю позицию и обозначает звук [dʲ].
В мокшанском и эрзянском языках не входит в алфавит и обозначает звук [dʲ].
Также может использоваться в качестве дополнительной буквы в кириллическом варианте письменности межславянского языка, где обозначает звуки [ɟ]~[dʲ].